# Consecomercio
El Consejo Nacional del Comercio y los Servicios (Consecomercio) es una organización empresarial venezolana fundada el 27 de noviembre de 1970. Nace como una necesidad del sector terciario de la economía para llevar posiciones propias e independientes al seno de Fedecámaras, con el fin de analizar las distintas políticas sectoriales planteadas por el gobierno nacional.
Está integrado por las cámaras y asociaciones del país que representen la actividad comercial y de servicios, así como los organismos mixtos que agrupan en su seno actividades comerciales y de servicios o de comercio y otras actividades.
Consecomercio, se representa a sí misma como una organización sin fines de lucro que representa y defiende los intereses, derechos y valores del sector empresarial del comercio y los servicio, conforme con los principios de libertad económica e iniciativa privada, enmarcada en la búsqueda de una sociedad capaz de generar bienestar.

## Directorio ejecutivo
Consecomercio posee un Directorio Ejecutivo conformado por siete miembros por órgano de sus representantes que integran el Comité Ejecutivo, teniendo los cargos de, Presidente, Primer Vicepresidente, Segundo Vicepresidente, Tesorero, Secretario, Coordinador Regional y Coordinador Sectorial; y veinticinco miembros por órgano de sus representantes que tendrán el carácter de Directores, a quienes les corresponde la dirección y gestión de los asuntos ordinarios, sin más limitaciones que las establecidas en los estatutos del organismo empresarial.

## Presidentes
El primer presidente designado, cumplió un periodo de tres años, a partir de 1973 se decidió acortar la gestión a solo dos años, lo que se ha venido cumpliendo hasta la presente fecha.
- 1970 – 1973 Ramón Imery
- 1973 – 1975 Miguel H. Aular
- 1975 – 1977 Carlos Pietri Martínez
- 1977 – 1979 Eddo Polesel
- 1979 – 1981 Angel Reinaldo Ortega
- 1981 – 1983 Raúl López Pérez
- 1983 – 1985 Frank de Armas
- 1985 – 1987 Arístides Maza Tirado
- 1987 – 1989 Roger Boulton
- 1989 – 1991 Edgard Romero Nava
- 1991 – 1993 Aurelio F. Concheso
- 1993 – 1995 Berend I. Roosen
- 1995 – 1997 Eliseo Sarmiento
- 1997 – 1999 Antonio Fernández
- 1999 – 2001 Albis Muñoz
- 2001 – 2003 Julio Brazon
- 2003 – 2005 Jorge Botti
- 2005 – 2007 Noel Álvarez
- 2007 – 2009 Nelsón Maldonado
- 2009 – 2011 Fernando Luis Morgado
- 2011 – 2013 Carlos Fernández Gallardo
- 2013 – 2015 Mauricio Tancredi Plaza
- 2015 – 2017 Cipriana Ramos
- 2017 – 2019 María Carolina Uzcátegui
- 2019 – 2021 Felipe Capozzolo Guardí
- 2021 - 2023 Tiziana Polesel

## Críticas
Sectores afines al gobierno del presidente Hugo Chávez acusan a Consecomercio de haber participado activamente en diversos sabotajes en contra de la economía de Venezuela, el más notables de ellos, es el Paro general de 2002-2003 y las presiones ejercidas por el organismo a los comerciantes para que se plegaran al mismo.